# (23271) Kellychacon
(23271) Kellychacon est un astéroïde de la ceinture principale d'astéroïdes.

## Description
(23271) Kellychacon est un astéroïde de la ceinture principale d'astéroïdes. Il fut découvert le 28 décembre 2000 à Socorro (Nouveau-Mexique) par le projet LINEAR. Il présente une orbite caractérisée par un demi-grand axe de 2,31 UA, une excentricité de 0,12 et une inclinaison de 6,6° par rapport à l'écliptique.

## Compléments